# Німесулід
Німесулід (англ. Nimesulide, лат. Nimesulidum) — синтетичний препарат, що за хімічною структурою є сульфонанілідом (сульфоновим похідним аніліну), та належить до групи нестероїдних протизапальних препаратів і є першим у світі селективним інгібітором циклооксигенази-2 (ЦОГ-2), який застосовується як протизапальний, жарознижувальний та знеболювальний засіб. Німесулід може застосовуватися як перорально, так і парентерально (підшкірно та внутрішньом'язово), місцево та ректально.

## Історія створення
Історія відкриття німесуліду розпочинається у 1969 році із досліджень хіміка-органіка Джорджа Мура, фармаколога Карла Швінгле та фармакохіміка Боба Шерера, які працювали в лабораторії концерну 3M над розробкою нових пестицидів та протизапальних препаратів. Уперше німесулід отримано під час досліджень флуороалкансульфонанілідів — триміфлумідату та дифлумідону. Спочатку був синтезований попередник німесуліду — 2-фенокси-4-нітротрифлуорометаносульфоанілід, що в експерименті на тваринах виявляв протизапальну дію. У 1971 році синтезовано безфторову сполуку, яка спочатку дістала назву R-805, а пізніше названа німесулідом. Подальші дослідження німесуліду проводились у лабораторії «Райкер Лабораторіз Інкорпорейтед» у Каліфорнії. У результаті цих досліджень 8 жовтня 1974 року німесулід запатентований у США. Співавторами винаходу визнані Джордж Мур та Джозеф Харінгтон, права на винахід закріплені за «Райкер Лабораторіз Інкорпорейтед». Подальші клінічні дослідження підтвердили високу ефективність німесуліду при больовому синдромі, у тому числі при ревматоїдному артриті, але також відмічені випадки гепатопатії, частіше при застосуванні високих доз препарату (до 800 мг/добу). У 1980 році патент на німесулід придбала швейцарська фірма «Helsinn Healthcare». У 1985 році після тривалих клінічних досліджень та подальшого вивчення фармакологічних властивостей препарату німесулід був уперше зареєстрований в Італії та розпочатий випуск препарату компанією «Boehringer Manheim» початково під назвами «Аулін» та «Месулід». За кілька років німесулід допущено для використання у більш ніж 50 країнах Європи, Азії, Північної та Південної Америки (за виключенням США, Німеччини, Великої Британії), Канаді та країнах Скандинавії, а також Австралії, де не було зроблено спроб реєстрації препарату. Патентні права на препарати німесуліду для ветеринарного застосування були передані французькій фірмі «Virbac S.A.».
Після широкого впровадження німесуліду в клінічну практику в кінці 90-х років ХХ століття значно зросла кількість повідомлень про небажані побічні ефекти німесуліду (найчастіше — гепатопатії, у тому числі такі, що потребували пересадки печінки), що призвело до скасування реєстрації препарату в деяких країнах. Частіше побічні ефекти виникали при застосуванні у дітей до 12 років, а також у новонароджених, матері яких приймали німесулід. У зв'язку із вищенаведеними фактами Європейське агентство з лікарських засобів двічі — у 2007 та 2010 роках проводило оцінку безпечності застосування німесуліду, та у 2012 році винесла рішення, що застосування німесуліду у дорослих (лише у випадках, до яких затверджено показання до його застосування) є потенційно кориснішим, ніж ризик побічних ефектів при його застосуванні.

## Фармакологічні властивості
Німесулід — синтетичний препарат, що є по хімічній структурі сульфоналідом (сульфоновим похідним аніліну) та належить до групи нестероїдних протизапальних препаратів. Механізм дії препарату, як і інших представників групи нестероїдних протизапальних препаратів, полягає у інгібуванні ферменту циклооксигенази, яка забезпечує перетворення арахідонової кислоти у простагландини, частина з яких має цитопротекторні властивості, а частина має здатність стимулювати розвиток запального процесу. Особливістю механізму дії німесуліду є селективність дії препарату на циклооксигеназу 2 типу (ЦОГ-2), яка гальмує вироблення прозапальних простагландинів та лише незначно впливає на синтез тих простагландинів, що підвищують захисні властивості слизовової оболонки шлунку, посилюють кровотік у нирках та зменшують агрегацію тромбоцитів. Німесулід є першим селективним інгібітором ЦОГ-2, що застосовується в клінічній практиці. Німесулід має у 1,3—2,5 разів вищу спорідненість до ЦОГ-2, ніж до ЦОГ-1. Такі властивості німесуліду пов'язані із здатністю препарату розміщуватися у ферментному каналі ЦОГ-2 за рахунок формування електростатичних зв'язків. Особливістю фармакологічних властивостей німесуліду є також цей факт, що він є також першим нестероїдним протизапальним препаратом із лужним pH (що для німесуліду складає 6,2—6,5), що погіршує проникнення препарату в слизову оболонку верхніх відділів шлунково-кишкового тракту. Ця властивість забезпечує менший ризик гастропатій при застосуванні німесуліду в порівнянні з неселективними інгібіторами ЦОГ-2. Окрім цього, німесулід має здатність інгібувати синтез прозапальних цитокінів (інтерлейкіну-6 та фактора некрозу пухлини). Німесулід також, на відміну від частини неселективних інгібіторів ЦОГ-2 (індометацину), знижує активність металопротеїназ (переважно еластази та колагенази) та пригнічує апоптоз хондроцитів, що призводить до зниження деградації хрящової тканини та гальмування прогресування остеоартрозу. Німесулід також гальмує вивільнення вільних радикалів, але не впливає на процес фагоцитозу та на показники гемостазу. Німесулід також пригнічує вивільнення гістаміну із базофілів та опасистих клітин, і має здатність пригнічувати активність ферменту фосфодіестерази, в результаті чого знижується активність макрофагів та нейтрофілів, що призводить до зниження інтенсивності запального процесу. Німесулід також має здатність активувати рецептори клітин, які є точкою прикладення дії глюкокортикоїдних гормонів, що призводить до посилення дії на клітини ендогенних глюкокортикоїдів. Згідно експериментальних даних, німесулід має здатність пригнічувати ріст клітин гепатоцелюлярної карциноми, злоякісної пухлини простати, а також посилювати ефект радіотерапії при лікуванні раку легень.
При застосуванні німесуліду спостерігається менший ризик розвитку гастропатій та шлунково-кишкових кровотеч, ніж при застосуванні більшості нестероїдних протизапальних препаратів. Згідно результатів метааналізу 26 досліджень імовірності розвитку побічних реакцій з боку травної системи при застосуванні різних нестероїдних протизапальних препаратів, німесулід мав відносно низький ризик розвитку побічних реакцій з боку травної системи (2,98), який був значно нижчим (1,49) лише у целекоксибу, незначно нижчим (2,29) у ібупрофену, та нижчим, ніж у напроксену (3,85), диклофенаку (3,62), кетопрофену (4,62) та інших протизапальних препаратів. Згідно європейських клінічних досліджень, відносний ризик кровотечі з органів шлунково-кишкового тракту для німесуліду складає 3,2, що нижче за аналогічні показники для диклофенаку (3,7), мелоксикаму (5,7) та рофекоксибу (7,2).
З початком широкого застосування німесуліду в клінічній практиці почала зростати кількість повідомлень про випадки гепатотоксичності німесуліду, у тому числі важкі та вкрай важкі. Так, у 1985—2000 роках було зареєстровано 192 випадки таких випадків, з яких 81 визнані важкими побічними реакціями, що складало 0,1 на 100 тисяч курсів лікування. У Ірландії у 1999—2006 роках спостерігались 6 випадків важкої печінкової недостатності після застосування німесуліду, лікування яких потребувало трансплантації печінки. Але згідно подальших досліджень, гепатотоксичність німесуліду не перевищує аналогічні показники інших нестероїдних протизапальних препаратів, або нижча за показники інших препаратів даної групи. Так, згідно аналізу даних центрів трансплантації печінки семи європейських країн, показник гепатотоксичності німесуліду складає 5,9; який є вищим у порівнянні з аналогічним показником диклофенаку (3,3), та нижчим за аналогічний показник ібупрофену (8,2) та парацетамолу (9,8). При тривалих дослідженнях гепатотоксичності нестероїдних протизапальних препаратів гепатотоксичність німесуліду оцінена у 35,3 на 100 тисяч людино-років, що нижче за аналогічний показник для диклофенаку (39,2), кеторолаку (66,8) та ібупрофену (44,6); при середньому показнику для цієї групи препаратів у 29,8 на 100 тисяч людино-років. Окрім цього, при застосуванні німесуліду спостерігається вищий рівень безпечності для серцево-судинної системи, що, зокрема, характеризується значно нижчою частотою розвитку інфаркту міокарду на фоні застосування німесуліду, ніж при застосуванні більшості інших нестероїдних протизапальних препаратів.

### Фармакодинаміка

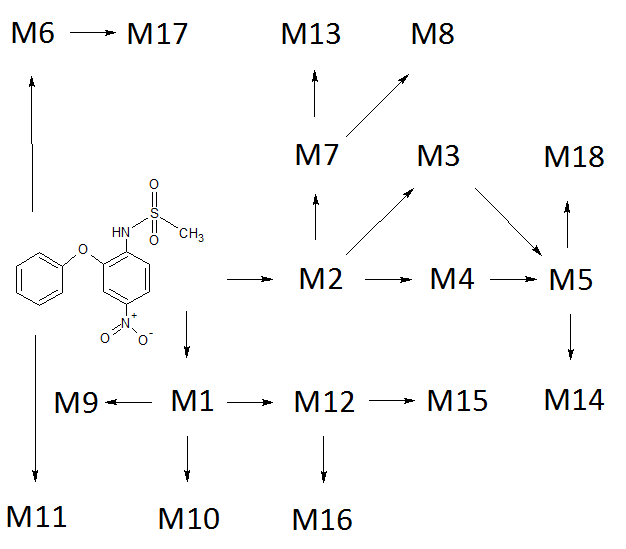
Метаболізм німесуліду

Німесулід повністю та швидко всмоктується при пероральному застосуванні, початок дії препарату спостерігається за 15 хвилин після перорального застосування, достатня для обезболюючого ефекту дія препарату спостерігається протягом 30 хвилин після застосування німесуліду. При ректальному застосуванні біодоступність німесуліду складає 54—64 %. Протягом 30 хвилин після перорального застосування концентрація німесуліду в синовіальній рідині суглобів складає 25—80 % від максимальної концентрації препарату в крові, що забезпечує швидкий ефект дії німесуліду безпосередньо у точці застосування препарату. Максимальна концентрація німесуліду в крові досягається протягом 1,2—2,8 годин після перорального прийому препарату. Німесулід практично повністю (до 99 %) зв'язується з білками плазми крові (переважно з альбумінами). Німесулід добре розподіляється в усіх тканинах організму, проникає через гематоенцефалічний бар'єр, плацентарний бар'єр та виділяється в грудне молоко. Метаболізується німесулід у печінці за участю ізоферменту цитохрому Р-450 практично у повному об'ємі (лише 1—3 % препарату виводяться з організму в незміненому вигляді). Під час метаболізму німесуліду в організмі утворюється 16 метаболітів, основним з яких є 4—гідроксинімесулід (близько 25 % від усіх метаболітів препарату), що також має фармакологічну активність. Виводиться німесулід із організму майже повністю у вигляді метаболітів, лише незначна частина (не більше 3 %) виводиться у незміненому вигляді. 65 % німесуліду виводиться нирками, 35 % виводиться із калом. Період напіввиведення препарату складає від 3,2 до 6 годин. При значних порушеннях функції печінки швидкість виведення німесуліду з організму сповільнюється у 5—6 разів.

## Показання до застосування
Німесулід згідно інструктивних документів, затверджених в Україні, застосовується для лікування остеоартрозу, ревматоїдного артриту, бурситу, тендиніту, при больовому синдромі (у тому числі при гінекологічних захворюваннях), та симптоматичне лікування лихоманки при різних інфекційно-запальних захворюваннях. Застосовується німесулід також для лікування первинної дисменореї. Із показань для застосування німесуліду вилучено симптоматичне лікування гіпертермії у дітей до 12 років у зв'язку із вищим ризиком гепатотоксичності у дітей. Проводяться експериментальні дослідження ефективності застосування німесуліду у лікуванні лімфом, спричинених прогресуванням СНІДу.

## Побічна дія
За перші 20 років при застосуванні німесуліду найчастіше спостерігалися побічні явища з боку травної системи, гепатобіліарної системи та алергічні реакції. Серед побічних явищ з боку гепатобіліаної системи найчастіше спостерігали гепатит (6,4 % випадків побічних реакцій), порушення функції печінки (5,6 %), жовтяниця (1,8 %), підвищення рівня білірубіну (0,7 %). Серед побічних явищ з боку травної системи найчастіше спостерігали виразки шлунку та дванадцятипалої кишки (2,9 %), біль у животі (2,8 %), діарея (1,9 %), нудота (1,7 %), блювання (1,4 %), виразки травної системи з кровотечею (0,7 %). Серед алергічних реакцій найчастіше спостерігався набряк Квінке (7,4 %), анафілактичний шок спостерігався лише у 0,2 % випадків; у 17,8 % випадків спостерігалися інші зміни з боку шкірних покривів. При аналізі побічних реакцій при застосуванні німесуліду в дітей в Україні найчастіше відмічено появу алергічних реакцій (у 88 % випадків появи побічних реакцій), серед яких найчастіше спостерігалися свербіж шкіри, кропив'янка, синдром Стівенса-Джонсона. У дітей відносно часто спостерігались побічні явища з боку травної системи (9,5 %) та нервової системи (2,5 %).
Серед інших побічних ефектів при застосуванні німесуліду можуть спостерігатися:
- З боку шкірних покривів та алергічні реакції — нечасто (0,1—1 %) висипання на шкірі, свербіж шкіри, гіпергідроз; рідко (0,01—0,1 %) еритема шкіри, дерматит; дуже рідко (менше 0,01 %) синдром Лаєлла, набряк обличчя, бронхоспазм.
- З боку травної системи — нечасто (0,1—1 %) запор, метеоризм; дуже рідко (менше 0,01 %) стоматит, фульмінантний гепатит, холестаз.
- З боку нервової системи — нечасто (0,1—1 %) головокружіння; рідко (0,01—0,1 %) неспокій, нічні кошмари, погіршення зору; дуже рідко (менше 0,01 %) головний біль, сонливість, синдром Рея.
- З боку дихальної системи — рідко (0,01—0,1 %) задишка; дуже рідко (менше 0,01 %) дебют бронхіальної астми.
- З боку серцево-судинної системи — рідко (0,01—0,1 %) тахікардія, артеріальна гіпертензія.
- З боку сечостатевої системи: рідко (0,01—0,1 %) дизурія, гематурія, затримка сечі; дуже рідко (менше 0,01 %) ниркова недостатність, олігурія, інтерстиційний нефрит.
- Зміни в лабораторних аналізах — рідко (0,01—0,1 %) анемія, еозинофілія, гіперкаліємія; дуже рідко (менше 0,01 %) тромбоцитопенія, панцитопенія, тромбоцитопенічна пурпура.

При місцевому застосуванні німесуліду зрідка можуть спостерігатися висипання на шкірі; свербіння, лущення, подразнення та еритема шкіри; минуча зміна кольору шкіри у місці застосування препарату.

## Протипоказання
Німесулід протипоказаний при:
- відомій підвищеній чутливості до препарату або до будь-якого його компонента;
- гіперергічних реакціях, які мали місце у минулому (бронхоспазм, риніт, кропив’янка) у зв'язку із застосуванням ацетилсаліцилової кислоти чи інших нестероїдних протизапальних препаратів;
- гепатотоксичних реакціях на німесулід, які мали місце у минулому;
- пептичній виразці шлунка та дванадцятипалої кишки у фазі загострення, рецидивуючих виразок чи кровотеч у травному тракті, цереброваскулярних кровотечях або інших ураженнях, які супроводжуються кровотечами;
- тяжких порушеннях згортання крові;
- тяжкій серцевій недостатності;
- тяжкій нирковій або печінковій недостатності;
- підвищеній температурі тіла та грипоподібних симптомах;
- підозрі на гостру хірургічну патологію[5][32].

При реєстрації німесуліду в Україні застосування препарату було дозволено дітям від 12 років. У зв'язку із великою кількістю побічних ефектів у дітей, у більшості країн світу, в тому числі в Україні та країнах Європейського Союзу німесулід затверджений для застосування у дітей старших 12 років.

## Форми випуску
Перелік дозволених до застосування в Україні лікарських засобів та їх форм випуску міститься у Державному формулярі лікарських засобів, актуальний випуск якого розміщений на сайті Державного експертного центру МОЗ України.

### Для внутрішнього застосування
Німесулід для перорального застосування випускається у вигляді таблеток по 0,05; 0,1 та 0,2 г; гранул у пакетиках по 2 г (із вмістом німесуліду 0,1 г); 1 % суспензії для прийому всередину по 60 мл.
Для ректального застосування: ректальні суппозиторії по 0,2 г.
Комбіновані препарати. Німесулід разом із тизанідином входить до складу комбінованих препаратів «Німід форте» та «Нізалід». Разом із дицикловерином німесулід входить до складу комбінованого препарату «Сіган». Німесулід випускався також у комбінації з парацетамолом, але у зв'язку із високим ризиком гепатотоксичності при застосуванні такої комбінації діючих речовин із 2009 року застосування таких комбінованих препаратів заборонено наказом МОЗ України, хоча в інших країнах такі (потенційно небезпечні) комбінації можуть бути присутні на фармацевтичному ринку.

### Для місцевого застосування
Форми випуску препараті німесуліду для місцевого застосування: 1 % гель для зовнішнього застосування по 20 г та 30 г.
Комбіновані препарати: німесулід разом із диметилсульфоксидом та ментолом входить до складу комбінованого препарату для місцевого застосування «Ремісид» («Фармацевтична фірма Дарниця»).

### Для парентерального застосування
Станом на серпень 2023 року препарати німесуліду для парентерального застосування в Україні не зареєстровані. В Індії німесулід випускався в ампулах по 2 мл 3,75 % розчину фірмою «Panacea Biotec», але на сьогодні (серпень 2023) у лінійці продуктів компанії парентеральні форми випуску німесуліду відсутні.

## Застосування у ветеринарії
Німесулід застосовується у ветеринарії переважно як протизапальний та обезболюючий препарат у собак, котів, кіз, овець, великої рогатої худоби, буйволів та коней. Німесулід може застосовуватися також у лікуванні кокцидіозу в домашніх птахів.

## Цікавий факт
Хоча німесулід уперше синтезований у США, він ніколи не був зареєстрований у Сполучених Штатах Америки для медичного застосування.